# Cecilie Kog
Cecilie Kog (dansk) eller Cecilienkoog (tysk) er en cirka 400 hektar stor kog vest for Desmercieres Kog i Nordfrisland. Kogen blev inddiget i årene mellem 1903 og 1905. Den er opkaldt efter den sidste tyske kronprinsesse Cecilie af Mecklenburg-Schwerin. Kogens dige har en samlet længde på 4,5 kilometer. Arealanvendelsen i området er langt overvejende landbrug i kombination med griseproduktion. Derudover er der de seneste år blevet opført en del biogasanlæg samt vindmøller og solcelleparker.